# 經銷聯盟
經銷聯盟(Value-added reseller，簡稱VAR)又稱為增值分銷商，是一般大型企業的產品銷售代理。現時一般大企業產品的銷售途徑，大致可以分為以下兩類：
1. 直接銷售
2. 間接銷售

而經銷聯盟的作用，就是透過為大企業銷售產品而賺取利潤。採用經銷聯盟的好處，在於經銷聯盟能夠以較直接銷售價格稍高的價錢販賣產品，但另一方面，又可以代替大企業為客戶提供更好的售後服務。另一方面，採用經銷聯盟，可以讓他們照顧企業的散客，而讓企業專心服侍回報較高的企業客戶。